# 埃帕尼 (上萨瓦省)
埃帕尼（法語：Épagny，法語發音：[epaɲi]）是法国上萨瓦省的一个旧市镇，位于该省西南部，省会阿讷西市区西北，属于阿讷西区。2016年1月1日，埃帕尼和相邻的梅泰西合并为新市镇埃帕尼-梅泰西，并成为政府驻地。

## 地理
埃帕尼（45°56'15"N, 6°5'27"E）面积6.77 平方千米，位于法国奥弗涅-罗讷-阿尔卑斯大区上萨瓦省，该省份为法国东部省份，历史上为薩伏依的一部分，北与瑞士接壤，西接安省，南至萨瓦省，东与瑞士和意大利接壤。
与埃帕尼接壤的市镇（或旧市镇、城区）包括：梅泰西。
埃帕尼的时区为UTC+01:00、UTC+02:00（夏令时）。

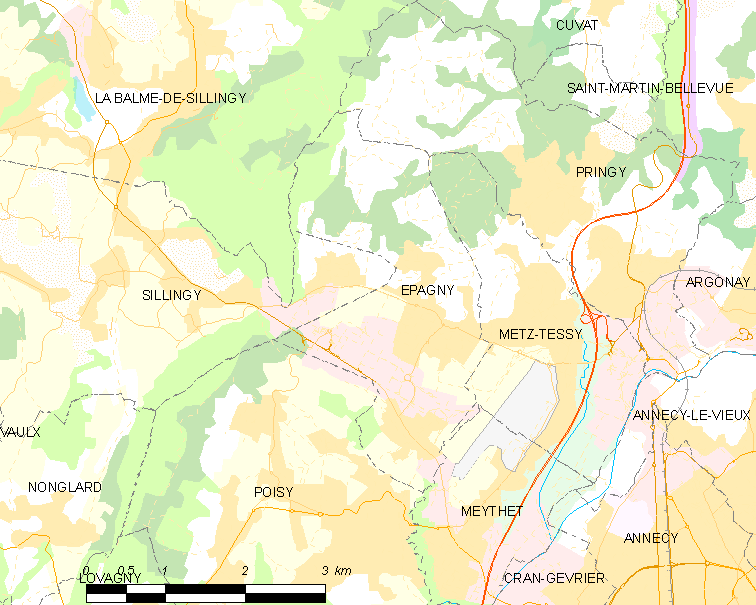
埃帕尼的OSM定位图

## 行政
埃帕尼的邮政编码为74330、74370，INSEE市镇编码为74112。

## 政治
埃帕尼所属的省级选区为阿讷西第三县。

## 人口

1962-2008年间埃帕尼人口变化图示

埃帕尼于2013年1月1日时的人口数量为4118人。